# Tavoro Creek
Tavoro Creek är ett vattendrag i Fiji.   Det ligger i divisionen Norra divisionen, i den västra delen av landet, 230 km väster om huvudstaden Suva.